# Allan Keith
Allan George Keith (* 22. Februar 1889 in Toronto, Ontario; † 21. November 1953 ebenda) war ein kanadischer Kunstturner.

## Biografie
Allan Keith nahm als einer von zwei Turnern aus Kanada an den Olympischen Sommerspielen 1908 in London teil. Im Einzelmehrkampf belegte er den 59. Platz.